# Округ Чероки (Северна Каролина)
Округ Чероки (енгл. Cherokee County) је округ у америчкој савезној држави Северна Каролина.

## Демографија
По попису из 2010. године број становника је 27.444, што је 3.146 (12,9%) становника више него 2000. године.
| Група             | 2000.          | 2010.          |
| Белци             | 22.875 (94,1%) | 25.341 (92,3%) |
| Афроамериканци    | 387 (1,6%)     | 350 (1,3%)     |
| Азијати           | 69 (0,3%)      | 132 (0,5%)     |
| Хиспаноамериканци | 303 (1,2%)     | 688 (2,5%)     |
| Укупно            | 24.298         | 27.444         |